# Mal diese – mal jene
Mal diese – mal jene (Originaltitel: Faibles femmes) ist eine französisch‐italienische Filmkomödie aus dem Jahr 1959 von Michel Boisrond mit Alain Delon, Mylène Demongeot, Pascale Petit und Jacqueline Sassard in den Hauptrollen. In dem Film spielte Delon eine seiner ersten Rollen und es war für ihn entscheidend für seinen Durchbruch als Star. Der Film war auch als Drei Mörderinnen bekannt.

## Inhalt
Julien Fenal taucht auf der Hochzeit einer seiner Ex-Freundinnen auf; sie heiratet einen „alten Mann“, der eigentlich erst 32 Jahre alt ist. Doch die frisch vermählte Agathe will den Schönling Julien nicht aufgeben. Sie muss mit der sexy Sabine und der hinreißenden Hélène konkurrieren, die gerade von ihrer Sektenschule geflogen ist. Julien benimmt sich den drei gegenüber wie ein Rüpel. Es gibt jedoch Zankereien und Streit zwischen ihnen, da sie ihn alle für sich haben wollen.
Als sie eines Tages erfahren, dass Julien sich mit einer reichen Ausländerin verlobt hat, schließen sie sich zusammen und träumen davon, sich durch Mord an ihm zu rächen. Sie beschließen ihre Vorstellungen in Wirklichkeit umzusetzen und stehlen Gift aus der Apotheke von Agathes Vater.